# Рупп, Лукас
Лу́кас Рупп (нем. Lukas Rupp, немецкое произношение: [ˈluːkas ˈʁʊp]; 8 января 1991, Хайдельберг, Германия) — немецкий футболист, полузащитник английского клуба «Норвич Сити».

## Карьера
Первый профессиональный контракт Лукас подписал с «Карлсруэ» в 2009 году. Тогда же он был подключен к тренировкам со второй командой, за которую дебютировал 13 мая 2009 года в гостевом поединке 30-го тура Южной Регионаллиги против «Вальдхофа», который закончился крупным поражением со счётом 0:3. Лукас вышел с первых минут и провёл на поле весь матч.
В сезоне 2009/10 он являлся уже основным игроком второй команды и вскоре стал призываться в первую. 21 марта 2010 года Лукас вышел на поле в футболке «Карлсруэ» на гостевой поединок 27-го тура против «Рот-Вайсса» из Оберхаузена. Матч закончился поражением со счётом 0:1, Лукас вышел на поле на 81-й минуте заменив Годфрида Адуобе.
Сезон 2010/11 Лукас провёл уже в качестве основного игрока «Карлсруэ», и его роль в командуе была очень высока. Он принял участие в 24-х матчах и забил три мяча, что помогло команде сохранить прописку во Второй Бундеслиге, которая заняла 15-е место.
Летом 2011 года Лукас вместе с одноклубником Маттиасом Циммерманом перешёл в мёнхенгладбахскую «Боруссию». 7 августа 2011 года Лукас дебютировал в Бундеслиге в гостевом поединке первого тура против мюнхенской «Баварии», который закончился неожиданной победой со счётом 1:0 благодаря голу Игора Де Камарго. Лукас вышел на поле на 90-й минуте, заменив Марко Ройса.
16 мая 2014 года Рупп перешёл в «Падерборн 07».
24 июня 2015 года Рупп подписал трёхлетний контракт со «Штутгартом»
В сезоне 2016/17 Лукас Рупп стал игроком «Хоффенхайма». В январе 2020 года Рупп перешел в «Норвич Сити».